# Бигос
Би́гос (пол. bigos, лит. bigos, укр. бігос, бел. бігас), также би́гус (нем. Beiguss) — традиционное для польской кухни второе блюдо из капусты и мяса, имеющее вариации в белорусской, украинской и литовской кухне. В России данное блюдо часто называют соля́нкой (не путать с созвучным по названию супом).

## Этимология
Существуют как минимум три варианта происхождения этого слова:
1. от латинского слова bigustus, где bi значит два, а gustus значит вкус, потому как бигос соединяет в себе кислый и сладкий вкусы;
2. от итальянского bigutta — «котёл»;
3. от немецкого Beiguss — «подливка», потому что при готовке в блюдо нужно подливать воду время от времени.

Бигос считается исконно польским блюдом, однако существует версия, что оно было «импортировано» из Великого княжества Литовского в Польшу королём Владиславом Ягайло, любившим отведать его на охотничьих привалах. Более того, в польском языке существует глагол bigosować, означающий «кромсать», «шинковать» (от др. герм. becken) и явно отсылающий к методу нарезки капусты для блюда.

## Кулинария

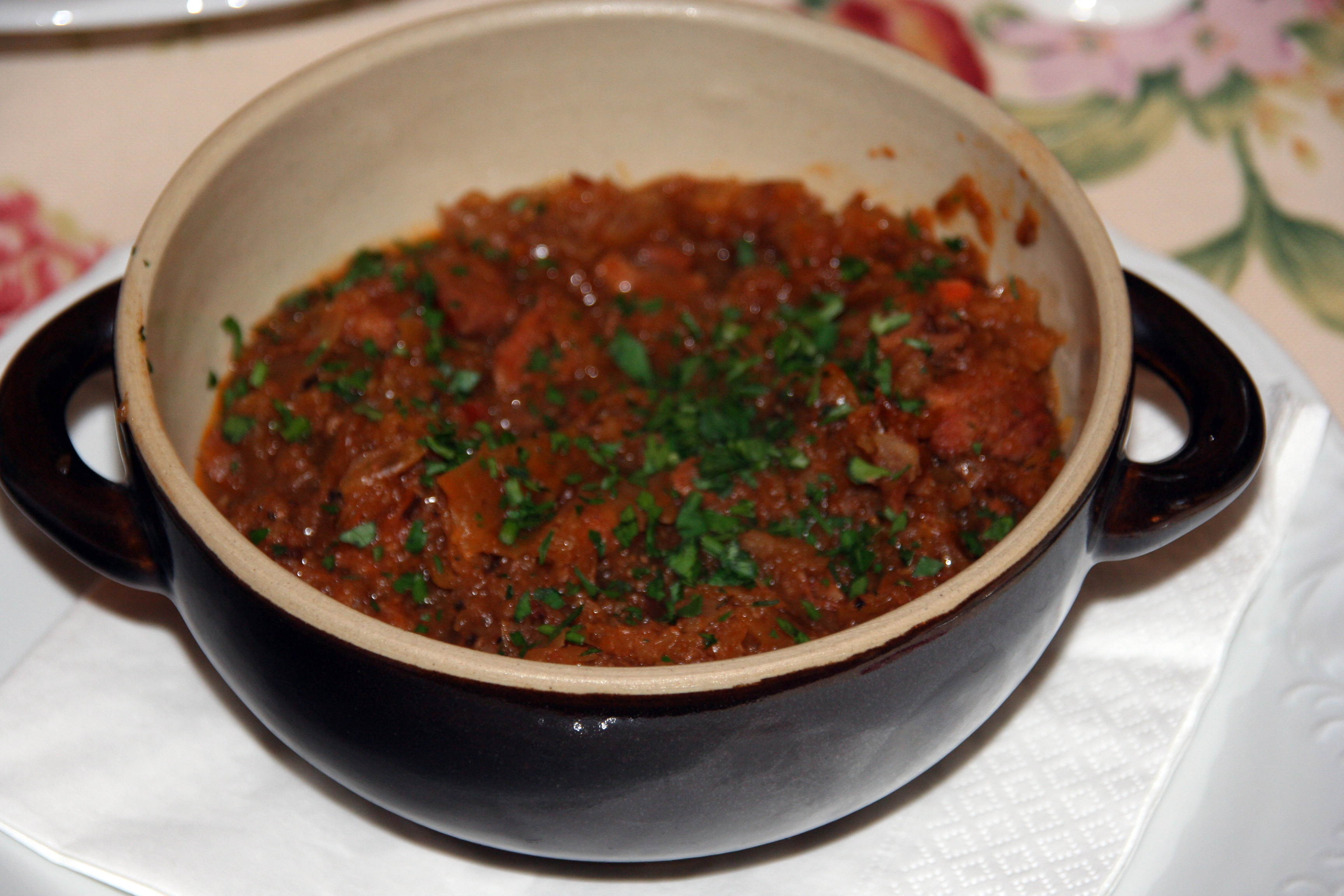
Овощной бигос со свежим луком

Существует множество вариантов приготовления блюда. Обычно используется смесь свежей белокочанной и квашеной капусты, свинина или дичь в качестве мяса, копчёная колбаса, свиная брюшина (свиное сало с большим включением мяса). В блюдо также добавляют лесные грибы, чернослив, красное вино, томаты, различные пряности (часто тмин, чёрный перец, лавровый лист). Основные мясные и растительные ингредиенты готовятся по отдельности (капуста тушится, мясо и колбаса — обжариваются), затем смешиваются и тушатся вместе.
Готовое блюдо имеет густую консистенцию, слегка кисловатый вкус и запах копчёностей. Подают бигос горячим с хлебом, белым или чёрным, зачастую — под водку.
Поскольку блюдо не теряет вкусовых качеств при разогревании, его часто готовят в больших количествах в объёмной посуде, а потом замораживают. На стол блюдо, как правило, подают в той же посуде, в которой готовят; рекомендуется перед каждой подачей на стол разогревать не только то, что будет съедено, а весь объём блюда прямо в этой посуде; считается, что при каждом разогревании оно «доходит» и вкусовые качества улучшаются.
Блюду посвящён отрывок знаменитой поэмы Мицкевича «Пан Тадеуш» (Глава IV, «Дипломатия и охота»); он начинается со строк: «W kociołkach bigos grzano; w słowach wydać trudno bigosu smak przedziwny, kolor i woń cudną» («В котелках бигос грели; в словах передать трудно бигоса вкус предивный, цвет и запах чудесный»).

А бигос греется; сказать словами трудно

О том, как вкусен он, о том, как пахнет чудно!

Слова, порядок рифм, всё передашь другому,

Но сути не понять желудку городскому!

Охотник-здоровяк и деревенский житель —

Литовских кушаний единственный ценитель!

Но и без тех приправ литовский бигос вкусен,

В нём много овощей, и выбор их искусен;

Капусты квашеной насыпанные горки

Растают на устах, по польской поговорке.

Капуста тушится в котлах не меньше часа,

С ней тушатся куски отборнейшего мяса,

Покуда не проймёт живые соки жаром,

Покуда через край они не прыснут паром…